# حروب ليلة الأربعاء

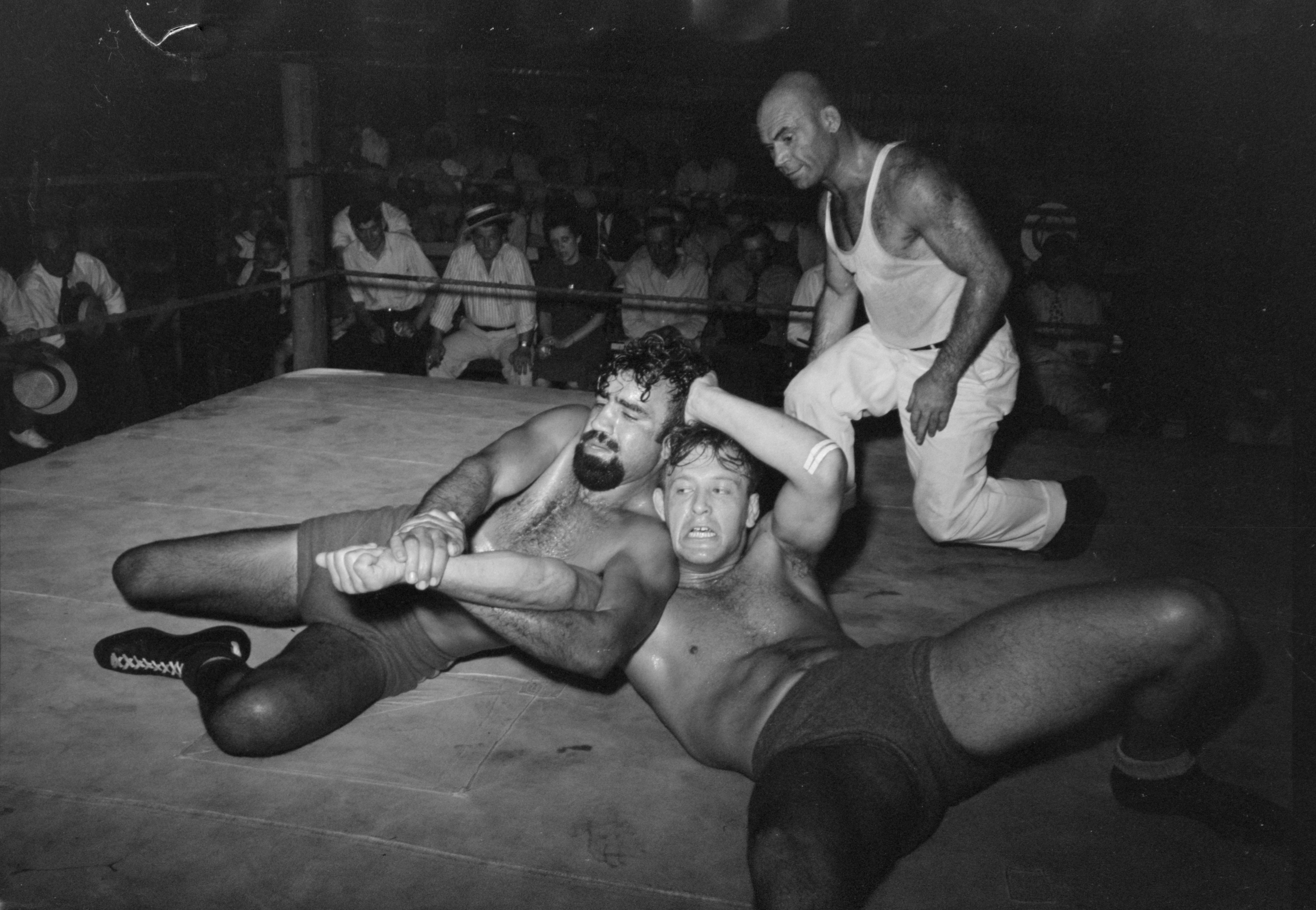
أداء مباراة مصارعة في سيكيستون

تعتبر حروب ليلة الأربعاء فترة مستمرة من المصارعة المحترفة الأمريكية التي يتم بثها عبر التلفزيون والتي بدأت في 2 أكتوبر 2019 بظهور إيه إي دبليو ديناميت على قناة تي إن تي مقابل دبليو دبليو إي إن إكس تي على يو إس إيه نيتورك في معركة على تصنيفات نيلسن. تُعد هذا أول منافسة منذ انتقال تي إن إيه إمباكت إلى ليالي الاثنين ومنذ ما يقرب من 20 عامًا بعد نهاية حروب ليلة الاثنين.

## الخلفية
في يوليو 2019، أعلنت منظمة آول إليت ريسلينغ (إيه إي دبليو) أن برنامجها التلفزيوني المرتقب، والذي أعلن عنه لاحقًا تحت عنوان آول إليت ريسلينغ: ديناميت سيعرض للمرة الأولى يوم الأربعاء 2 أكتوبر وسيتم بثه مباشرةً كل أسبوع وذلك بمناسبة عودة المصارعة المحترفة لـنظام تيرنر للبث للمرة الأولى منذ ما يقرب من 20 عامًا.
في أغسطس 2019، أعلنت دبليو دبليو إي أنها ستنقل إن إكس تي، وهو برنامج على شبكة دبليو دبليو إي يعرض ليلة الأربعاء، إلى يو إس إيه نيتورك (وهذا أول بث للعرض على الشبكة منذ 20 ديسمبر 2017) وبثه مباشرةً لمدة ساعتين. رأى النقاد أن هذه الخطوة كانت بمثابة محاولة للتصدي لإيه إي دبليو، والتي يُنظر إليها على أنها أول منظمة مصارعة رئيسية تتنافس ماليًا مع دبليو دبليو إي منذ إغلاق منظمة ورلد تشامبيونشيب ريسلينغ (دبليو سي دبليو) في عام 2001.
تحت نسقه الجديد، عُرض إن إكس تي لأول مرة على يو إس إيه نيتورك في 18 سبتمبر قبل أسبوعين من بث إيه إي دبليو لأول مرة على تي إن تي. وبسبب تعارضات البرامج، بُثت الساعة الأولى فقط من إن إكس تي على يو إس إيه نيتورك لمدة أول أسبوعين بينما بثت الساعة الثانية على شبكة دبليو دبليو إي.

## التصنيفات
في الأسبوعين اللذين سبقا المنافسة المباشرة، اجتذب إن إكس تي 1.179 و1.006 مليون مشاهد على التوالي.
في 2 أكتوبر 2019، ظهر ديناميت على قناة تي إن تي وبلغ متوسط مشاهدته نحو 1.409 مليون مشاهد. أيضًا في 2 أكتوبر، ظهر إن إكس تي لأول مرة لمدة ساعتين على شبكة يو إس إيه، حيث بلغ متوسطها 891.000 مشاهد. فاز ديناميت على إن إكس تي من خلال المشاهدين، وزاد عدد منافسيها على البالغين الديموغرافيين الذين تتراوح أعمارهم بين 18 و49 عامًا، حيث سجل 878,000 مشاهد مقارنة بـ414،000 لعرض إن إكس تي.
في 9 أكتوبر أكتسح ديناميت إن إكس تي على يو إس إيه نيتورك للمرة الثانية حيث بلغ متوسط مشاهدة العرض الأول نحو 1.018 مليون مشاهد. سجل العرض الثاني 790 الف مشاهد وهذا منخفض عن الاسبوع الأول من بداية الحرب حين احتل ديناميت المرتبة رقم 8 في قائمة أعلى 150 برنامج مشاهدة علي قنوات الكابل الأمريكية بالنسبة إلي البالغين الديموغرافيين الذين تتراوح أعمارهم بين 18 و49 عامًا، بينما احتل عرض إن إكس تي المرتبة رقم 27. وبذلك احتل عرض ديناميت المرتبة رقم 25 في قائمة أعلى 150 برنامج مشاهدة علي قنوات الكابل الأمريكية بالنسبة للبرامج التي تعرض في نفس وقت بثه علي قنوات آخرى، فيما احتل إن إكس تي المرتبة رقم 33 على نفس القائمة.
وفي 16 أكتوبر أكتسح ديناميت إن إكس تي على يو إس إيه نيتورك للمرة الثالثة حيث بلغ متوسط نسبة مشاهدة العرض الأول نحو 1.014 مليون مشاهدة وقد سجل العرض الثاني نسبة 712 ألف مشاهد وبالتالي تنخفض نسبة المشاهدة عن الأسبوعين الأول والثاني منذ بداية حروب ليالي الأربعاء، وبذلك احتل ديناميت المرتبة رقم 5 في قائمة أعلى 150 برنامج مشاهدة علي قنوات الكابل الأمريكية بالنسبة للبرامج التي تعرض في نفس وقت بثه على قنوات آخرى، فيما احتل إن إكس تي المرتبة رقم 30 على نفس القائمة.
و في 23 أكتوبر أكتسح ديناميت إن إكس تي على يو إس إيه نيتورك للمرة الرابعة حيث بلغ متوسط نسبة مشاهدة العرض الأول نحو 963 ألف مشاهد وقد سجل العرض الثاني نسبة 698 ألف مشاهد بالتالي تنخفض نسبة المشاهدة عن الثلاث أسابيع الأولي منذ بداية حروب ليالي الأربعاء، وبذلك احتل ديناميت المرتبة رقم 4 في قائمة أعلى 150 برنامج مشاهدة علي قنوات الكابل الأمريكية بالنسبة للبرامج التي تعرض في نفس وقت بثه على قنوات آخرى، فيما احتل إن إكس تي المرتبة رقم 21 على نفس القائمة.
في 30 أكتوبر أكتسح ديناميت إن إكس تي على يو إس إيه نيتورك للمرة الخامسة علي التوالي حيث بلغ متوسط نسبة مشاهدة العرض الأول نحو 759 ألف مشاهد وقد سجل العرض الثاني نسبة 580 ألف مشاهد بالتالي تنخفض نسبة المشاهدة عن الاربع أسابيع الأولي منذ بداية حروب ليالي الأربعاء، وبذلك احتل ديناميت المرتبة رقم 6 في قائمة أعلى 150 برنامج مشاهدة علي قنوات الكابل الأمريكية بالنسبة للبرامج التي تعرض في نفس وقت بثه على قنوات آخرى، فيما احتل إن إكس تي المرتبة رقم 42 على نفس القائمة.
و في 6 نوفمبر أكتسح ديناميت إن إكس تي على يو إس إيه نيتورك للمرة السادسة علي التوالي حيث بلغ متوسط نسبة مشاهدة العرض الأول الذي كان تحت اسم إيه أي دبليو دايناميت جو هوم لعرض فول جير نحو 822 ألف مشاهد وقد سجل العرض الثاني نسبة 813 ألف مشاهد بالتالي ترتفع نسبة المشاهدة عن الأسبوع الماضي بعد ان ظلت تنخفض طوال الأربع أسابيع الماضية منذ بداية حروب ليالي الأربعاء، وبذلك احتل ديناميت المرتبة رقم 8 في قائمة أعلى 150 برنامج مشاهدة علي قنوات الكابل الأمريكية بالنسبة للبرامج التي تعرض في نفس وقت بثه على قنوات آخرى، فيما احتل إن إكس تي المرتبة رقم 12 على نفس القائمة.
و في 13 نوفمبر أكتسح ديناميت إن إكس تي على يو إس إيه نيتورك للمرة السابعة علي التوالي حيث بلغ متوسط نسبة مشاهدة العرض الأول الذي كان تحت اسم إيه أي دبليو دايناميت فول أوت عرض فول جير نحو 957 ألف مشاهد وقد سجل العرض الثاني نسبة 750 ألف مشاهد بالتالي ترتفع نسبة مشاهدة العرض الأول عن الأسبوع الماضي وتنخفض نسبة مشاهدة العرض الثاني بعد ان ارتفعت نسبة مشاهدة العرضين الأسبوع الماضي، وبذلك احتل ديناميت المرتبة رقم 37 في قائمة أعلى 150 برنامج مشاهدة علي قنوات الكابل الأمريكية بالنسبة للبرامج التي تعرض في نفس وقت بثه على قنوات آخرى، فيما احتل إن إكس تي المرتبة رقم 41 على نفس القائمة. 
و في 20 نوفمبر أكتسح عرض إن إكس تي على يو إس إيه نيتورك عرض ديناميت علي تي أن تي لأول مرة بعد ان أنتصر العرض الأخير علي الأول طوال السبعة اسابيع الماضية حيث بلغ متوسط نسبة مشاهدة العرض الأول الذي كان تحت اسم إن إكس تي جو هوم عرض إن إكس تي وار جيمز 3 وسيرفيفر سيريس نحو 916 ألف مشاهد وقد سجل العرض الثاني نسبة 893 ألف مشاهد بالتالي ترتفع نسبة مشاهدة العرض الأول عن الأسبوع الماضي وتنخفض نسبة مشاهدة العرض الثاني بعد ان ارتفعت نسبة مشاهدة العرض الأول الأسبوع الماضي وانخفضت نسبة مشاهدة العرض الثاني، وبذلك احتل ديناميت المرتبة رقم 39 في قائمة أعلى 150 برنامج مشاهدة علي قنوات الكابل الأمريكية بالنسبة للبرامج التي تعرض في نفس وقت بثه على قنوات آخرى، فيما احتل إن إكس تي المرتبة رقم 30 على نفس القائمة.
و في 27 نوفمبر أكتسح عرض إن إكس تي على يو إس إيه نيتورك عرض ديناميت علي تي أن تي للمرة الثانية علي التوالي بعد ان أنتصر العرض الأخير علي الأول طوال السبعة اسابيع الماضية حيث بلغ متوسط نسبة مشاهدة العرض الأول الذي كان تحت اسم إن إكس تي فول أوت عرض إن إكس تي وار جيمز 3 وسيرفيفر سيريس نحو 810 ألف مشاهد وقد سجل العرض الثاني نسبة 663 ألف مشاهد بالتالي تنخفض نسبة مشاهدة العرض الأول عن الأسبوع الماضي وتنخفض نسبة مشاهدة العرض الثاني بعد ان ارتفعت نسبة مشاهدة العرض الأول الأسبوع الماضي وانخفضت نسبة مشاهدة العرض الثاني، وبذلك احتل ديناميت المرتبة رقم 15 في قائمة أعلى 150 برنامج مشاهدة علي قنوات الكابل الأمريكية بالنسبة للبرامج التي تعرض في نفس وقت بثه على قنوات آخرى، فيما احتل إن إكس تي المرتبة رقم 19 على نفس القائمة.
و في 4 ديسمبر أكتسح ديناميت إن إكس تي على يو إس إيه نيتورك للمرة الثامنة حيث بلغ متوسط نسبة مشاهدة العرض الأول نحو851 ألف مشاهد وقد سجل العرض الثاني نسبة 845 ألف مشاهد بالتالي ترتفع نسبة مشاهدة العرضين عن الأسبوع الماضي بعد أن انخفضت نسبة مشاهدة العرضين الاسبوع الماضي، وبذلك احتل ديناميت المرتبة رقم 8 في قائمة أعلى 150 برنامج مشاهدة علي قنوات الكابل الأمريكية بالنسبة للبرامج التي تعرض في نفس وقت بثه على قنوات آخرى، فيما احتل إن إكس تي المرتبة رقم 12 على نفس القائمة.

## مقارنة بين التقييمات والمشاهدة بينإن إكس تيوديناميت

### نسبة المشاهدة
| التاريخ | أن أكس تي    | دايناميت  |
| --- | ------------ | --------- |
| 2019-10-02 | 891,000      | 1,409,000 |
| 2019-10-09 | 790,000      | 1,140,000 |
| 2019-10-16 | 712,000      | 1,014,000 |
| 2019-10-23 | 698,000      | 963,000   |
| 2019-10-30 | 580,000      | 759,000   |
| 2019-11-06 | 813,000      | 822,000   |
| 2019-11-13 | 750,000      | 957,000   |
| 2019-11-20 | 916,000      | 893,000   |
| 2019-11-27 | 810,000      | 663,000   |
| 2019-12-04 | 845,000      | 851,000   |
| 2019-12-11 | 778,000      | 778,000   |
| 2019-12-18 | 795,000      | 683,000   |
| 2019-12-25 | 831,000      | Not aired |
| 2020-01-01 | 548,000      | 967,000   |
| 2020-01-08 | 721,000      | 947,000   |
| 2020-01-15 | 700,000      | 940,000   |
| 2020-01-22 | 769,000      | 871,000   |
| 2020-01-29 | 712,000      | 828,000   |
| 2020-02-05 | 770,000      | 928,000   |
| 2020-02-12 | 757,000      | 817,000   |
| 2020-02-19 | 794,000      | 893,000   |
| 2020-02-26 | 717,000      | 865,000   |
| 2020-03-04 | 718,000      | 906,000   |
| 2020-03-11 | 697,000      | 766,000   |
| 2020-03-18 | 542,000      | 932,000   |
| 2020-03-25 | 669,000      | 819,000   |
| 2020-04-01 | 590,000      | 685,000   |
| 2020-04-08 | 693,000      | 692,000   |
| 2020-04-15 | 692,000      | 683,000   |
| 2020-04-22 | 665,000      | 731,000   |
| 2020-04-29 | 637,000      | 693,000   |
| 2020-05-06 | 663,000      | 732,000   |
| 2020-05-13 | 604,000      | 654,000   |
| 2020-05-20 | 592,000      | 701,000   |
| 2020-05-27 | 731,000      | 827,000   |
| 2020-06-03 | 715,000      | 730,000   |
| 2020-06-10 | 673,000      | 677,000   |
| 2020-06-17 | 746,000      | 772,000   |
| 2020-06-24 | 786,000      | 633,000   |
| 2020-07-01 | 792,000      | 748,000   |
| 2020-07-08 | 759,000      | 715,000   |
| 2020-07-15 | 631,000      | 788,000   |
| 2020-07-22 | 615,000      | 845,000   |
| 2020-07-29 | 707,000      | 773,000   |
| 2020-08-05 | 753,000      | 901,000   |
| 2020-08-12 | 619,000      | 792,000   |
| 2020-08-19 | 853,000      | Not aired |
| 2020-08-26 | 824,000      | Not aired |
| 2020-09-02 | Not aired    | 928,000   |
| 2020-09-09 | Not aired    | 1,016,000 |
| 2020-09-16 | 689,000      | 886,000   |
| 2020-09-23 | 696,000      | 835,000   |
| 2020-09-30 | 732,000      | 866,000   |
| 2020-10-07 | 639,000      | 753,000   |
| 2020-10-14 | 651,000      | 826,000   |
| 2020-10-21 | 644,000      | 753,000   |
| 2020-10-28 | 876,000      | 781,000   |
| 2020-11-04 | 610,000      | 717,000   |
| 2020-11-11 | 632,000      | 764,000   |
| 2020-11-18 | 638,000      | 850,000   |
| 2020-11-25 | 712,000      | 712,000   |
| 2020-12-02 | 658,000      | 913,000   |
| 2020-12-09 | 659,000      | 995,000   |
| 2020-12-16 | 766,000      | 806,000   |
| 2020-12-23 | 698,000      | 775,000   |
| 2020-12-30 | 586,000      | 977,000   |
| 2021-01-06 | 641,000      | 662,000   |
| 2021-01-13 | 551,000      | 762,000   |
| 2021-01-20 | 659,000      | 854,000   |
| 2021-01-27 | 720,000      | 734,000   |
| 2021-02-03 | 610,000      | 844,000   |
| 2021-02-10 | 558,000      | 741,000   |
| 2021-02-17 | 713,000      | 747,000   |
| فوز أن أكس تي | فوز دايناميت | تعادل     |
| لن يتم بث الحلقة أو التقييمات غير متوفرة                                                                                    |              |           |
| النسبة الكلية 57 : فوز لصالح عرض ديناميت 9 : فوز لصالح عرض أن أكس تي 2 : تعادل 5 : لن يتم بث الحلقة أو التقييمات غير متوفرة |              |           |